# Стерджис (Південна Дакота)
Стерджис (англ. Sturgis) — місто (англ. city) в США, в окрузі Мід штату Південна Дакота. Населення — 7020 осіб (2020).

## Географія
Стерджис розташований за координатами 44°24′33″ пн. ш. 103°31′5″ зх. д. / 44.40917° пн. ш. 103.51806° зх. д. (44.409256, -103.517947).  За даними Бюро перепису населення США в 2010 році місто мало площу 10,33 км², уся площа — суходіл. В 2017 році площа становила 15,44 км², з яких 15,20 км² — суходіл та 0,24 км² — водойми.

### Клімат
| Клімат : Стерджис                                          | Клімат : Стерджис | Клімат : Стерджис | Клімат : Стерджис | Клімат : Стерджис | Клімат : Стерджис | Клімат : Стерджис | Клімат : Стерджис | Клімат : Стерджис | Клімат : Стерджис | Клімат : Стерджис | Клімат : Стерджис | Клімат : Стерджис | Клімат : Стерджис |
| Показник                                                   | Січ.              | Лют.              | Бер.              | Квіт.             | Трав.             | Черв.             | Лип.              | Серп.             | Вер.              | Жовт.             | Лист.             | Груд.             | Рік               |
| Абсолютний максимум, °C                                    | 22,2              | 23,9              | 27,8              | 32,2              | 37,8              | 41,1              | 42,8              | 41,7              | 40,0              | 33,9              | 28,3              | 23,3              | 42,8              |
| Середній максимум, °C                                      | 3,3               | 5,0               | 8,9               | 15,0              | 20,0              | 25,6              | 30,6              | 30,0              | 24,4              | 16,7              | 8,3               | 3,3               | 16,0              |
| Середній мінімум, °C                                       | −8,9              | −8,3              | −4,4              | 1,1               | 6,7               | 11,7              | 15,6              | 14,4              | 8,9               | 2,2               | −3,9              | −8,9              | 2,2               |
| Абсолютний мінімум, °C                                     | −32,8             | −32,2             | −28,9             | −17,8             | −8,9              | −0,6              | 3,9               | 3,9               | −6,7              | −18,3             | −28,9             | −34,4             | −34,4             |
| Норма опадів, мм                                           | 11                | 18                | 38                | 65                | 105               | 84                | 57                | 39                | 36                | 46                | 25                | 14                | 538               |
| ---------------------------------------------------------- | ----------------- | ----------------- | ----------------- | ----------------- | ----------------- | ----------------- | ----------------- | ----------------- | ----------------- | ----------------- | ----------------- | ----------------- | ----------------- |
| Джерело: The Weather Channel (Historical Monthly Averages) |                   |                   |                   |                   |                   |                   |                   |                   |                   |                   |                   |                   |                   |

## Демографія
Згідно з переписом 2010 року, у місті мешкало 6627 осіб у 2916 домогосподарствах у складі 1687 родин. Густота населення становила 642 особи/км².  Було 3154 помешкання (305/км²).
Расовий склад населення:
| - 93,9 % — білих - 2,3 % — корінних американців - 0,4 % — азіатів - 0,2 % — чорних або афроамериканців |

До двох чи більше рас належало 2,6 %. Частка іспаномовних становила 2,6 % від усіх жителів.
За віковим діапазоном населення розподілялося таким чином: 23,9 % — особи молодші 18 років, 57,3 % — особи у віці 18—64 років, 18,8 % — особи у віці 65 років та старші. Медіана віку мешканця становила 41,2 року. На 100 осіб жіночої статі у місті припадало 92,5 чоловіків;  на 100 жінок у віці від 18 років та старших — 88,2 чоловіків також старших 18 років.
Середній дохід на одне домашнє господарство  становив 50 488 доларів США (медіана — 35 818), а середній дохід на одну сім'ю — 67 361 долар (медіана — 60 299). Медіана доходів становила 45 170 доларів для чоловіків та 28 788 доларів для жінок. За межею бідності перебувало 15,8 % осіб, у тому числі 14,6 % дітей у віці до 18 років та 13,8 % осіб у віці 65 років та старших.
Цивільне працевлаштоване населення становило 3272 особи. Основні галузі зайнятості: освіта, охорона здоров'я та соціальна допомога — 25,0 %, мистецтво, розваги та відпочинок — 15,9 %, роздрібна торгівля — 11,6 %, будівництво — 8,5 %.